# Mon oncle d'Amérique
Mon oncle d'Amérique (br: Meu tio da América; pt: O Meu Tio da América) é um filme francês de 1980, do gênero drama psicológico, dirigido por Alain Resnais
Inspirado nas teorias do professor Henri Laborit, médico, biólogo e pesquisador do comportamento humano (behaviorista).

## Elenco
- Gérard Depardieu .... René Ragueneau
- Nicole Garcia .... Janine Garnier
- Roger Pierre .... Jean Le Gall
- Nelly Borgeaud .... Arlette Le Gall
- Pierre Arditi .... Zambeaux
- Gérard Darrieu .... Léon Veestrate
- Philippe Laudenbach .... Michel Aubert
- Marie Dubois .... Thérèse Ragueneau

## Principais prêmios e indicações
Oscar 1981 (EUA)
- Indicado na categoria de melhor roteiro original (Jean Gruault).

Festival de Cannes 1980 (França)
- Recebeu o Prêmio FIPRESCI e o Grande Prêmio do Júri.

Prêmio César (França)
- Indicado nas categorias de melhor filme, melhor diretor, melhor roteiro, melhor atriz (Nicole Garcia), melhor fotografia (Sacha Vierny) e melhor desenho de produção (Jacques Saulnier).

Prêmio David di Donatello 1981 (Itália)
- Venceu na categoria de melhor roteiro estrangeiro.

Prêmio NYFCC 1980 (New York Film Critics Circle Awards, EUA)
- Venceu na categoria de melhor filme estrangeiro.

Fotogramas de Plata 1981 (Espanha)
- Venceu na categoria de melhor filme estrangeiro.

Sant Jordi Awards 1981 (Espanha)
- Venceu na categoria de melhor filme estrangeiro e melhor interpretaçãoem filme estrangeiro (Nicole Garcia).